# Armèn Xahgueldian
Armèn Xahgueldian   (Erevan, 28 d'agost de 1973) és un exfutbolista armeni de la dècada de 1990.
Fou 53 cops internacional amb la selecció d'Armènia.
Pel que fa a clubs, defensà els colors de Ararat Yerevan, Lausanne Sports, FC Dynamo Moscou, Mika Yerevan o Nea Salamis Famagusta FC.